# Gastronomía de la India
La gastronomía india o gastronomía hindú es muy variada; surge como resultado de la diversidad de culturas que la han enriquecido a lo largo de las colonizaciones acaecidas durante varios siglos.

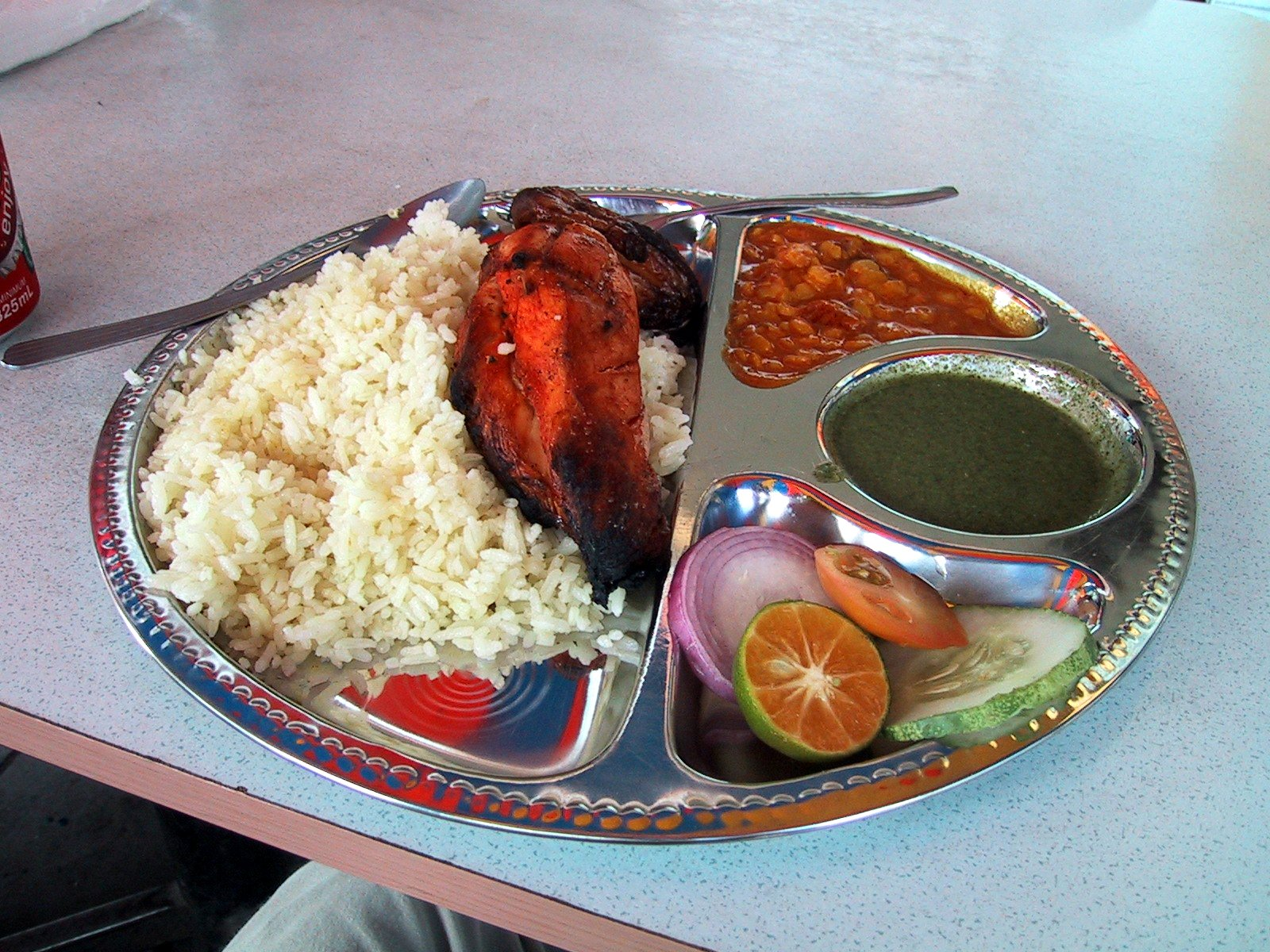
Pollo tandoori.

Así se fueron incorporando diferentes prácticas culinarias traídas por los colonos que con el tiempo se fueron mezclando hasta llegar a ser el conjunto de tendencias que se conocen en la actualidad. La mayoría de los sabores de la India están íntimamente relacionados por el uso significativo de especias, y una gran variedad de verduras. Dentro de esta tendencia general existe una diversidad enorme de estilos locales.

## Ingredientes y condimentos básicos
Los ingredientes más importantes empleados en la cocina india son el arroz, atta, un tipo especial de harina de trigo integral con el que se elabora el pan, y al menos cinco docenas de variedades de legumbres.
La más importante es la chana (garbanzo, chícharo), así como el toor (garbanzo indio), el urd (lenteja negra) y el mung (soja verde).
El chanaigo se emplea en múltiples formas, se puede usar como harina pasada por un molino el cual se encarga de quitar la piel, y el producto obtenido se denomina por ejemplo dhuli mung o dhuli urad y a veces se presenta mezclado con arroz (en forma de kichri, un alimento que los hindúes creen excelente para la digestión) y muy similar al garbanzo, chícharo, pero más pequeño y con mucho más sabor. Las legumbres se emplean exclusivamente en forma de dal (legumbres sin piel), con excepción de la chana que se cocina para ser servida en el desayuno o procesada en harina o besan. La mayoría de los currys están fritos en aceite vegetal.
En el Norte de la India se emplea el aceite de mostaza que es tradicionalmente el aceite más idóneo para hacer frituras, mientras que en el oeste se emplea habitualmente aceite de cacahuetes. En el sur de la India se utiliza aceite de coco. En las últimas décadas han ido ganando más popularidad el aceite de girasol y el aceite de soja.
Otros medios para cocinar muy populares hoy en día son:
- el aceite hidrogenado de origen vegetal (conocido como vanaspati) y
- el aceite de origen animal mantequilla frita destilada (el ghee o mantequilla clarificada ), utilizado en la medicina ayurvédica por sus altas cualidades medicinales...

### Condimentos
Los condimentos más importantes empleados en la cocina de la India son el chile, la semilla mostaza negra denominada rai, comino, cúrcuma, alholva, jengibre, coriandro o cilantro y asafétida (hing), en ocasiones el azafrán. También se agrega el vinagre, al jolín y el queso, fundamentales para la creación del plato típico de la zona además.
Existen algunas mezclas de especias muy famosas en la cocina de la India, entre ellas está el garam masala que es una mezcla de cinco o más especias, que generalmente se trata de cardamomo, azafrán, canela y clavo. Algunas hojas se emplean corrientemente como el laurel, la hierba del cilantro y las hojas de menta. Otra mezcla de especias es el tandoori masala, para sazonar es muy típica la sal negra.
Generalmente en el sur de la India se emplea muy corrientemente planta de curry. En los platos de postre se usa el cardamomo, canela, nuez moscada, azafrán y esencia de pétalos de rosa.

### Currys
Entre los más afamados curris está el Vindaloo al que denominan el rey de los currys, si bien es también el más picante. Otros currys son el Saag y el Madrás.

## Platos indios

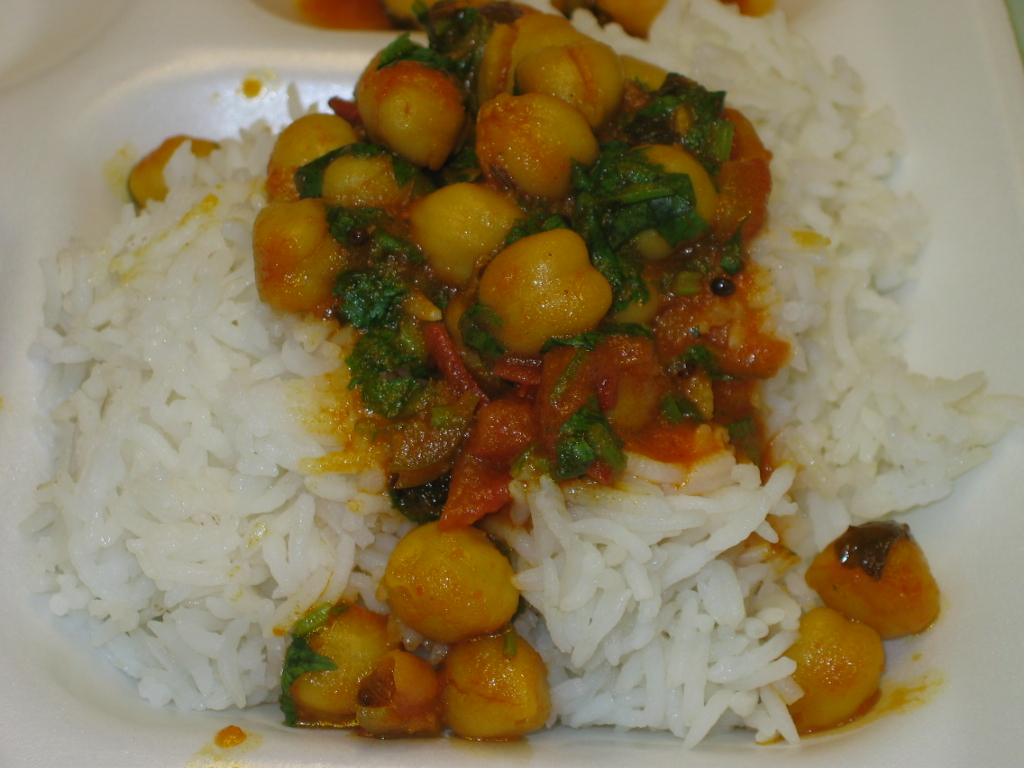
Chana masala con arroz.

(Para más información véase Platos Indios).
En la comida del norte de la India se toman los platos acompañados de rotis (pan indio) y chapatis (tortilla india) y con arroces como acompañamiento de una gran diversidad de platos como los dals o legumbres, curris, yogures, lassis (yogur con jugos de fruta y agua), chatnis (chutneys) y achars. En el sur de la India los platos contienen más arroz y se tiene de esta manera el sambhar, rasam así como los currys se consideran platillos complementarios importante
En ambas partes se hace un uso extensivo del arroz, empleado en los platos tanto como ingrediente de algunos platos o como simple acompañamiento cocido.
Entre los platos indios se tienen también algunos aperitivos muy populares tales como la samosa y la vada. Entre las bebidas más populares y que se pueden solicitar en casi cualquier sitio se encuentra el té que posee una gran popularidad en la India, el café es solo popular en el sur. Entre otras bebidas no-alcohólicas se tiene el nimbu pani (‘agua de limón’, una especie de limonada hervida [lo que destruye la vitamina C] y servida fría), el lassi, y la muy popular leche de coco (empleada como bebida y como ingrediente para la elaboración de algunos curris). Existen, además, bebidas alcohólicas tales como la cerveza india y el fenny.

## Variantes regionales

### La cocina del norte

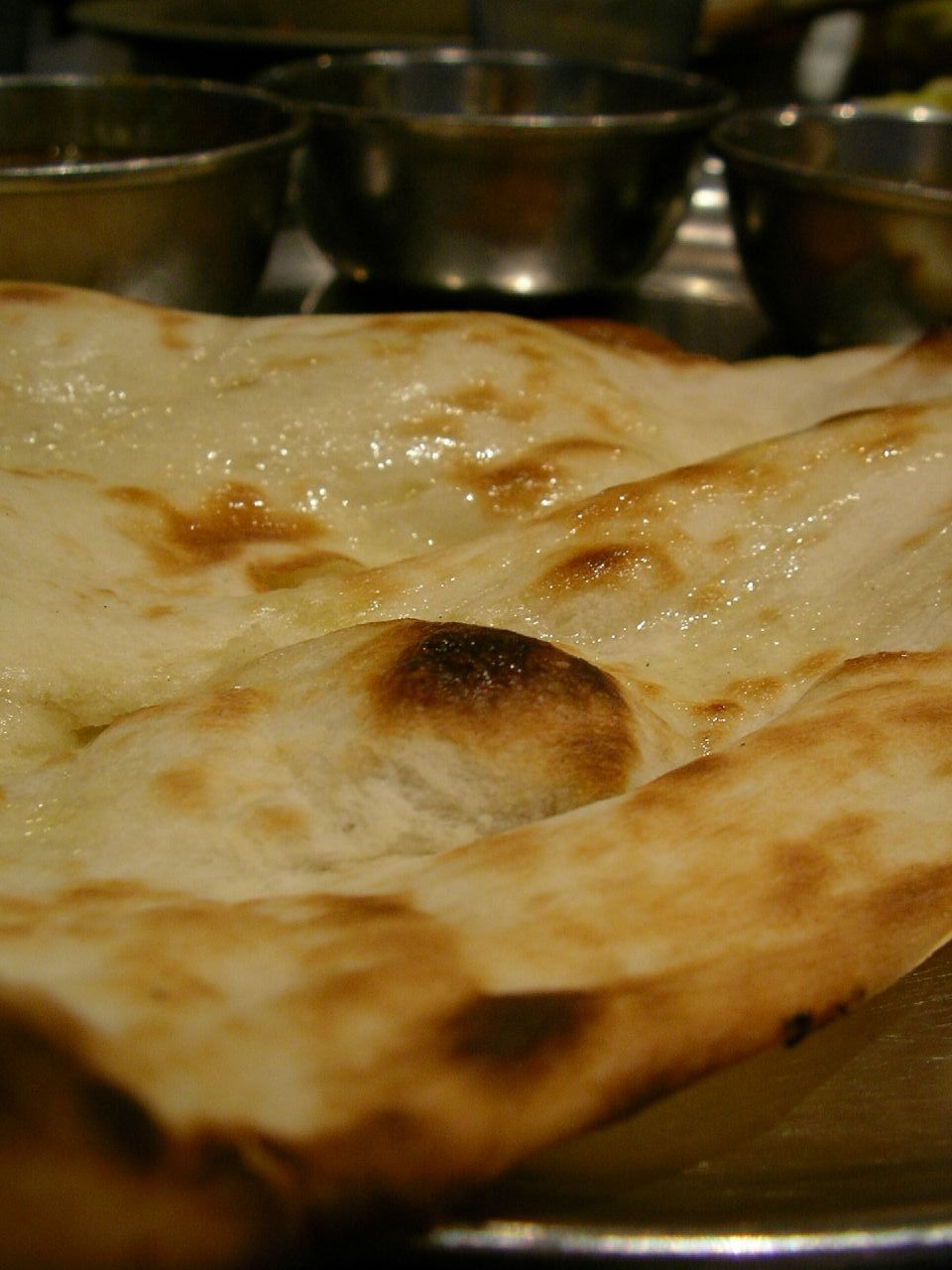
Naan con curry.

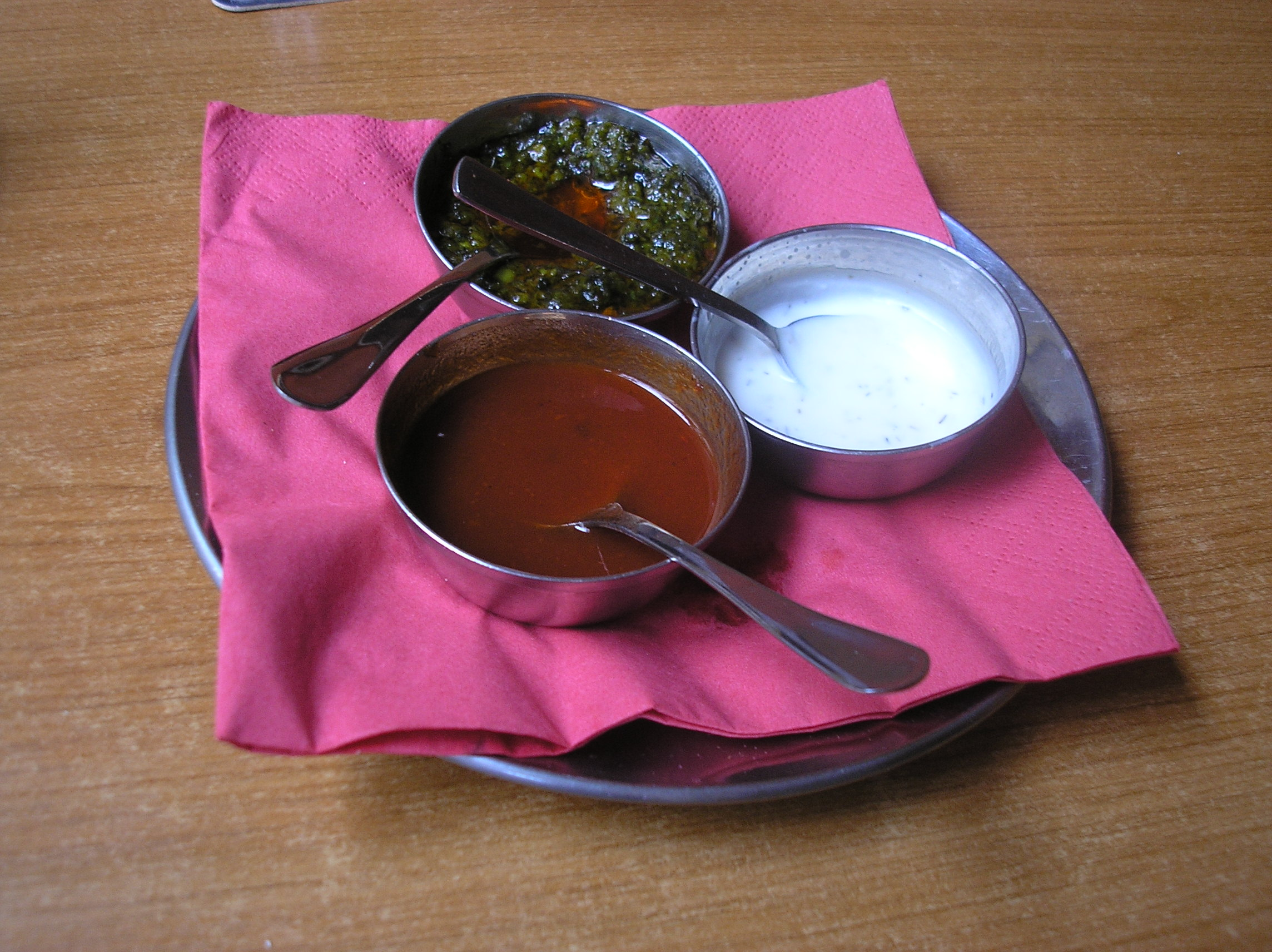
Salsas.

Sé distingue por su alta proporción en el uso de productos lácteos como ingrediente de diferentes platos, entre los que se encuentran como más comunes: la leche, panir, el ghee (mantequilla clarificada), y el yogur. El empleo de salsas concentradas de caldo de carne es mayor, además de los productos derivados de la leche como coaligantes de las pastas con base de anacardos y semillas de adormideras. Los lácteos son una especialidad en Bengal y Orissa. Otros ingredientes comunes incluyen los chiles, azafrán, nueces y Sitlaly.
La tawa o parrilla empleada para cocinar panes planos diversos como puede ser el roti y el paratha, así como el empleo del tandur (un horno cilíndrico calentado con carbón vegetal) para cocinar los panes naan, kulcha y khakhra; o platos como el pollo tandoori. Otros panes muy, el puri y el bahtoora, los fríen en aceite. Los alimentos que se ponen como ingredientes en los platos del norte de la India son, en su mayor parte, vegetarianos. El pescado y los mariscos son igualmente muy populares en los estados costeros de Orissa y Bengala Occidental. Las samosas son un aperitivo muy típico del norte de la India, aunque puede encontrarse en la actualidad, por regla general, en casi toda la India. La más común de las samosas se elabora en su interior con puré de patata, aunque es posible encontrar también otros rellenos.
La comida en forma de estofados emplea en el norte por regla general una variedad de lentejas, verduras, y roti (pan con masa de harina de trigo). Las variedades empleadas y el método para elaborarlos varían en gran medida de un lugar a otro. Algunos de los platos más populares del norte de la India son: Buknu, Gujiya, chaat, daal ki kachauri, yalebi, imarti, algunos encurtidos (conocidos como achar), murabba, sharbat, pana, aam papad y poha.
Existen algunos dulces populares (mithai) como el gulab yamun, bal mithai, balusahi, falooda, gajak, gulqand, khaja, khurchan, kulfi, pastel de leche, peda, petha, ras malai, rewdi, singori, y diversas variedades de laddu, barfi y halwa. Existen variedades de kebab. Muchos de los platos de carne se encuentran influenciados por las costumbres musulmanas. Antiguamente, Pakistán y Bangladés fueron integrantes de la región norteña y oriental, justo antes de la partición de la India. Como resultado de ello, las cocinas en estos países son muy similares a las costumbre y usos de la cocina del Norte.

### La cocina del sur

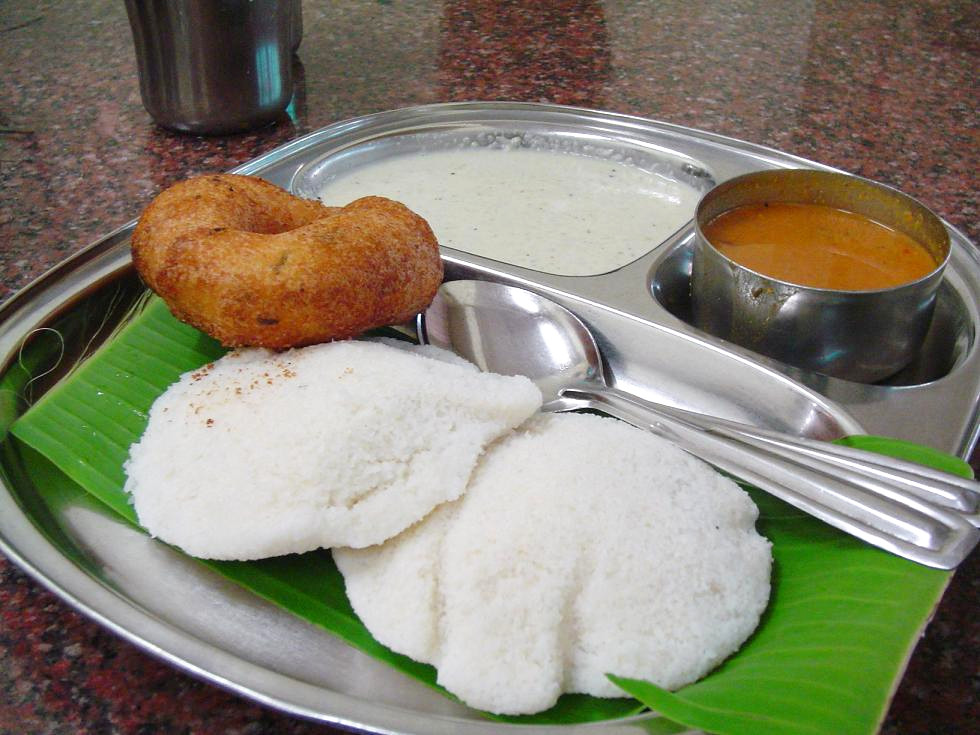
Un desayuno típico del sur de la India, el sambhar y el vada se sirven en una hoja de banana.

Se distingue por su énfasis en el empleo del arroz como elemento central, del coco y las hojas para hacer su aceite, así como el ubicuo sambar y el rasam (también denominado saaru) en las comidas.
La práctica de la naivedia (el ritual de ofrecimiento de la comida a la estatua del dios Krishná en los ocho templo Ashta Matha) en Udupi, Karnataka, dejó un estilo propio conocido como estilo Udupi. La variedad de platos que ofrecen al dios motiva a los cocineros a ser innovadores. La cocina tradicional de Udupi Ashtamatha se caracteriza por el empleo de aliños locales.
El garam masala se asocia con la cocina del Sur.
Algunos aperitivos más comunes los son: las dosas, idli, vada, bonda y bajji.
La cocina del sur no está limitada al uso de estos platos. Las cocinas Andhra, Chettinad, Hyderabad, Mangalore y Kerala poseen sus elementos distintivos y formas diferentes de cocinar.

## Gastronomía en Occidente
La cocina inglesa tuvo una fuerte influencia en esta área originando como fusión procedente de la British Raj. Esta es la razón por la cual existen en Londres algunos restaurantes indios en las zonas elegantes y tradicionales de la ciudad, debido a los oficiales británicos que ofrecieron las variedades exóticas de la India en sus restaurantes. En el siglo XX hubo una segunda fase en el desarrollo de la cocina angloindia: familias procedentes de Bangladés migraron a Londres. Algunos de estos restaurantes abrieron en Brick Lane. En ciertos lugares de Inglaterra, la afluencia de inmigrantes procedentes de la India de mediados del siglo XX, como en Birmingham, hicieron que se generara un estilo propio de cocina, denominado balti que se sirve en las denominadas Balti houses llegando a ser muy populares en los años setenta.

## Costumbres durante la comida
Existen algunas costumbres acerca de cómo comportarse al comer y de cómo se deben consumir los alimentos. Tradicionalmente la comida se hacía sentado sobre el suelo o tumbado en esterillas, la comida se recogía del plato (también es muy común utilizar una hoja de plátano como plato) con cuatro dedos de la mano derecha (exceptuando el índice, que se considera sucio). Hoy en día estas tradiciones se están desvaneciendo y poco a poco los alimentos se toman con tenedor y cuchara (la cuchara es muy importante en la cocina de la India).

## Cocina india por el mundo
La cocina india se ha extendido mucho por el mundo, uno de los lugares donde más se puede probar la cocina hindú fuera de la India es en Inglaterra, tradición que proviene del dominio británico en la India durante varios siglos. En estas épocas muchos de los oficiales británicos que regresaban de las colonias abrían restaurantes en Londres ofreciendo platos exóticos.
En los años sesenta la extensión y la popularidad de la cocina se hizo mayor y pronto aparecerían platos seudoindios tales como el pollo tikka masala. En Estados Unidos la cocina india empezó a difundirse en los años setenta.